# Cybiknur
Cybiknur (ros. Цибикнур) – wieś (sieło) w Rosji, w Mari El, w rejonie miedwiediewskim. W 2010 liczyła 624 mieszkańców.